# Spoorlijn 232
Spoorlijn 232 was een Belgische industrielijn in de stad Genk. Het was een aftakking van spoorlijn 21C (Genk-Goederen - Y Rooierweg) naar het industriegebied van Genk-Zuid (Eikelaarstraat). In 2016 werd deze lijn buiten dienst gesteld. De wissel die toegang gaf tot deze spoorlijn is verwijderd, de sporen zelf zijn wel nog grotendeels aanwezig.
Deze enkelsporige lijn was 1,2 km lang, de maximumsnelheid bedroeg 40 km/u.

## Aansluitingen
In de volgende plaats was er een aansluiting op de volgende spoorlijn:
Y Kaatsbeek
Spoorlijn 21C tussen Genk-Goederen en Y Rooierweg